# Ana Dulce Félix
Ana Dulce Ferreira Félix ComM (Azurém, Guimarães, 23 de outubro de 1982) foi uma atleta portuguesa de fundo e corta-mato. Em 2012, sagrou-se campeã da Europa na disciplina de 10 000 metros, em Helsínquia. No seu currículo, conta ainda com os títulos por equipas de campeã europeia de corta-mato, em Dublin 2009 e uma medalha de bronze nos Mundiais da mesma modalidade. Individualmente, ganhou a medalha de bronze e a medalha de prata nos Europeus de corta-mato, 2010 e 2011. Recordista nacional da meia-maratona, represenou vários clubes, terminando a carreira no o Sport Lisboa e Benfica em 2024.

## Carreira
Ana Dulce Félix começou a treinar atletismo com 12 anos de idade, num clube da sua terra local, o ACR Conde. Só começou a levar a sério a actividade, com a transferência para o Vizela em 1999. A jovem vimaranense tinha de conciliar a prática do desporto com o seu trabalho, o que acabou por prejudicar os seus desempenhos desportivos. Na altura em que se transferiu para o SC Braga, em 2007 tinha um emprego na fábrica de confecções da J. F. Almeida, em São Martinho do Conde, o que a obrigava a acordar de madrugada para treinar, trabalhar 8 horas de pé e depois voltar aos treinos ao final da tarde.

### Atletismo a tempo inteiro
A falta de resultados e o cansaço acumulado com o conciliar do trabalho com o atletismo levou a jovem de 24 anos a decidir-se pela prática do desporto como exclusivo. Esta profissionalização logo daria frutos nos anos que se seguiriam. O primeiro sinal desta mudança deu-se ainda no ano de 2007, com a conquista do campeonato nacional, na disciplina de 10 000 metros. No entanto, é no ano seguinte que aparecem os primeiros resultados a nível internacional, para a atleta do SC Braga. Estreia-se nos Europeus de corta-mato, em Bruxelas com o 17º lugar. Seguem-se Mundiais de corta-mato, em Edimburgo, mas desta feita com um resultado bem mais modesto, o 72º lugar.
Um ano mais tarde, estreia-se em grandes competições de pista, nos Campeonatos do Mundo de Berlim. A fundista classificou-se no 13º lugar e bateu o seu recorde pessoal, com o tempo de 31:30.90. Em 2009, venceu ainda duas medalhas por equipas, prata nos Mundiais de corta-mato de Amman e ouro nos Europeus de corta-mato de Dublin. Na capital irlandesa, classificou-se em 6º lugar a nível individual, resultado que se revelou decisivo para o triunfo colectivo de Portugal. Destaque ainda para as suas vitórias na São Silvestre da Amadora e de Lisboa e para o 2º lugar na décima Meia-Maratona de Lisboa, à frente da portuguesa Marisa Barros, que ficou no último lugar do pódio. Em 2012, triunfa novamente no Crosse de Amora. Nos campeonatos mundiais ar livre, ficou no 13º lugar na prova de 10 000 metros.

### Pódio nos Europeus de corta-mato
Ao serviço do seu clube, o SC Braga, conquista os títulos nacionais de corta-mato e 5 000 metros, em 2010. Nesse ano, em Albufeira, obteve a sua primeira medalha internacional como individual, nos campeonatos da Europa de corta-mato. Garantiu a medalha de bronze, com o tempo de 26,59 minutos, numa prova que foi vencida por Jéssica Augusto. Ainda assim, ficou um sabor amargo para a atleta de Guimarães, que se deixou ultrapassar perto da meta, pela turca Binnaz Uslu. A participação no Europeu de Barcelona não correu tão bem, com o 9º lugar conseguido na final dos 10 000 metros (que passou a 8º lugar três anos mais tarde, com a desclassificação da vencedora da prova).
O ano de 2011 traz consigo nova medalha nos Europeus de corta-mato e o 8º lugar nos 10 000 metros dos Mundiais de Daegu. Na cidade sul-coreana, melhorou em 5 lugares a prestação dos Mundiais de Berlim, classificando-se como a melhor europeia em prova. Ficou dois lugares à frente de Jéssica Augusto, com o tempo de 31.37.03, cerca de meio minuto de avanço para a sua colega de selecção. Em Velenje, medalha de prata no corta-mato. A atleta portuguesa completou a prova em 26 minutos e 2 segundos, ficando a sete segundos da nova campeã da Europa de cross, Fionnuala Britton. Este ano marcou ainda a mudança de equipa da fundista, que trocou o SC Braga pelo Maratona CP, depois de 4 anos a representar a equipa minhota.

### Campeã da Europa e estreia olímpica
Em ano de Jogos Olímpicos, decidiu correr apenas nos 10 000 metros dos Europeus de Helsínquia, prescindindo da participação na maratona para poder preparar com toda a atenção a sua prova. A aposta provou ser proveitosa, com a conquista da medalha de ouro, na capital finlandesa. A corredora partiu confiante para a final, e aos 6 800 metros decidiu descolar do pelotão, para fugir à ponta final mais forte das suas adversárias. A partir daí, controlou completamente o ritmo da corrida, terminando muito à frente da segunda classificada. À entrada da volta final, tinha quase 9 segundos de avanço, vantagem que geriu até terminar, com o tempo de 31.44,75, 4 segundos mais rápida que a britânica Jo Pavey. Foi a terceira medalha conquistada por Portugal, nestes campeonatos europeus, depois da prata de Patrícia Mamona (triplo salto) e do bronze de Sara Moreira (5000 metros). Tornava-se assim na 6ª atleta a vencer a medalha de ouro em europeus de pista, naquele que foi o 11º título europeu para Portugal. Sucedeu, nesta lista exclusiva de campeões, a Rosa Mota (3 títulos), Manuela Machado (2 títulos), Fernanda Ribeiro, António Pinto e Francis Obikwelu (3 títulos).
À partida para Londres e respectiva estreia olímpica, as expectativas da atleta eram substancialmente diferentes. A sua participação aconteceu apenas na maratona, para ter menos desgaste acumulado e poder atingir um resultado de nível superior. Os seus objectivos passavam por um lugar nas 10 primeiras, mas a realidade foi madrasta para a corredora do Maratona CP, que foi a pior classificada das três portuguesas presentes e terminou no 21º lugar, bem atrás do lugar pretendido. Apesar de triste no final da prova, lembrou que ainda tem muitas oportunidades pela frente, para melhorar o seu registo nas Olimpíadas, deixando vincada a sua ambição para os desafios futuros.
Em 2015, e depois de vários resultados de qualidade, volta a Londres, onde bate o seu recorde pessoal com 2.25.15 e obtém o 8º lugar.
A 10 de julho de 2016, foi feita Comendadora da Ordem do Mérito.

## Palmarés

### Jogos Olímpicos
- Londres 2012 (Maratona) - (21.º lugar)
- Rio 2016 (Maratona) - (16.º lugar)

### Campeonatos do Mundo
- Daegu 2011 (10 000 metros) - (8º lugar)
- Berlim 2009 (10 000 metros) - (13º lugar)

### Campeonatos da Europa
- Helsínquia 2012 (10 000 metros) - Medalha de Ouro
- Barcelona 2010 (10 000 metros) - (8º lugar)[12]
- Amesterdão 2016 (10 000 metros) - Medalha de Prata

### Campeonato Mundial de Corta-Mato
- Amman 2009 (Corta-mato) - (15º lugar)
- Edimburgo 2008 (Corta-mato) - (72º lugar)

### Campeonato da Europa de Corta-Mato
- Budapeste 2012 (Corta-mato) - Medalha de Prata
- Velenje 2011 (Corta-mato) - Medalha de Prata
- Albufeira 2010 (Corta-mato) - Medalha de Bronze
- Dublin 2009 (Corta-mato) - (6º lugar)
- Bruxelas 2008 (Corta-mato) - (17º lugar)

### Outros títulos
- 2 Campeonatos Nacionais 5000 metros: (2010 e 2011)
- 1 Campeonato Nacional 10 000 metros: (2007)
- 3 Campeonatos Nacionais Corta-Mato: (2010 e 2012)
- Europeu de corta-mato 2010: Medalha de Ouro por equipas
- Europeu de corta-mato 2009: Medalha de Ouro por equipas
- Mundial de corta-mato 2009: Medalha de Bronze por equipas

## Recordes pessoais
- 1500 metros: 4.14,96 (Pombal - 2010)
- 3000 metros: 8.56,84 (Pombal - 2010)
- 5000 metros: 15.22,16 (Heusden - 2011)
- 10 000 metros: 31.30,90 (Berlim - 2010)
- Meia maratona: 1.08.32 (Lisboa - 2011) - (Recorde Nacional)
- Maratona: 2.25.15 (Londres - 2015)